# Zimska salama
Zimska salama (madžarsko téliszálami) je najbolj znana madžarska suho fermentirana klobasa. Ime izvira iz tradicije, da se ta salama pripravlja le v zimskih mesecih, ko so vremenske razmere optimalne za počasno sušenje, staranje pri nizkih temperaturah in razvoj žlahtne plasti plesni. Na Madžarskem se za proizvodnjo salame upoštevajo samo posebne pasme prašičev; v Szegedu se imenujejo szalámisertések (prašiči za salame). Zimske salame so na voljo v dolžinah 54 cm "normál", 33-36 cm "midi", 19 cm "turista" in 16 cm "mini".
Szegedi téliszálami je leta 2007 dobila status zaščitene označbe porekla (ZOP) v EU. Budapesti téliszálami je pozneje dobila status zaščitene geografske označbe (ZGO).
Tovarna Pick Szeged je ena najbolj znanih izdelovalk te vrste salame.

## Značilnosti
Značilen videz madžarske zimske salame je belo-siva žlahtna prevleka plesni, ki daje specifičen okus in naj bi klobaso tudi zaščitila pred žarkostjo.
Zimska salama je narejena iz svinjine, hrbtne slanine in brez paprike v prahu, ki je sicer običajna v madžarski kuhinji. Natančen recept za začimbe je poslovna skrivnost, vendar vključuje česen, piment in beli poper.

## Izdelava
Tehnika hladnega dimljenja pri 10-14 °C, čas zorenja 2-3 mesece in posebne začimbe so dodatne odlike tega izdelka.
V mesecih sušenja pri najnižji temperaturi 10 °C se doseže izguba teže ~ 30 %, relativna vlažnost v tem obdobju je sprva 90 %, nato pa pade na 60 %. Pomembno je, da je razlika med vlažnostjo klobas in vlažnostjo okolja majhna (4-5%), sicer bo proces sušenja potekal prehitro. Hitrost pretoka zraka je zato skrbno nadzorovana. V tem obdobju zorenja so klobase prekrite s plastjo plesni, ki jo sestavljajo hife Penicillium nalgiovense ali Penicillium chrysogenum. Inokulacija salame s sporami plesni poteka spontano, saj je v komorah za zorenje že »hišna flora« teh želenih sevov plesni. Zimska salama ima značilen okus z malo ali brez kisle note pri pH okoli 5,5. LAB ali začetne kulture plesni se ne uporabljajo pri njegovi izdelavi.

### Salama iz Szegeda
Za proizvodnjo salame Szeged ali Szegedi téliszálami (segedinska zimska salama) se lahko kot surovina uporabljajo samo nekatere vrste prašičev: mangalica in Cornwall, Berkshire, madžarski divji prašič, prašiči iz križancev Duroc, Hampshire in Pietrain. Prašiči za salame so stari vsaj eno leto, prav tako starejši prašiči, ki tehtajo več kot 150 kg. Drugi predpisi so: uporaba samo naravnih materialov (kot edini dodatek se uporablja sol za sušenje nitrita), ročno odkoščičenje in priprava mesnih izdelkov, hladno dimljenje pri najvišji temperaturi 10 do 12 °C najmanj 12 do 14 dni, suho staranje pri največ 18 °C pri relativni vlažnosti 4-5%, žlahtna plesen na površini salame zaradi najmanj desetih različnih, večinoma penicilinovih vrst, ki so prisotne v komorah za zorenje, kot tudi visoka vsebnost beljakovin v vezivnem tkivu in zdrobljenost surovine 2-4 mm zrna. Ima visok pH (več kot 5,6), zato jo je mogoče sušiti le počasi.
Izdelava segedinske salame ali segedinske zimske salame poteka na upravnem območju Szegeda. Za proizvodnjo se lahko uporabljajo samo prašiči za salame, vzrejeni v okrožjih Bács-Kiskun, Csongrád-Csanád, Békés, Hajdú-Bihar in Baranya ter zaklani v teh okrožjih.
Oblika in velikost Szegedi téliszálami: premer najmanj 65 mm, enakomerno valjasta, zožena na koncu vzmetenja in zaobljena na drugem koncu.

### Salama iz Budimpešte
Geografsko območje za proizvodnjo Budapesti téliszálami je Budimpešta, 1 km od Donave. Kot proizvodno mesto mora biti proizvajalec vedno sposoben dokazati, da so proizvodni procesi od drobljenja do dimljenja do sušenja potekali v območju 1 km od Donave v Budimpešti.
Območje proizvodnje izdelka, Budimpešta, je na bregovih Donave. Zorenje poteka v kamnitem predelu na Donavi, v podnebnih razmerah, ki jih določa reka, je zrak vedno vlažen in nekoliko hladnejši (razen pozimi), a tudi čistejši. Relativna vlažnost je približno 10 % višja in temperatura za približno 2 °C nižja kot v oddaljenih območjih.
Za proizvodnjo salame se uporabljajo pršut, ledja, pleča in slanina (»trda slanina«) salam, pa tudi začimbe, kuhinjska sol, natrijev nitrit, konjska čreva ali umetne črevesje. Začimbe: beli poper, sladka paprika, piment, prevladuje vonj po pimentu.
Za Budapesti téliszalámi se uporabljajo tudi pasme salamskih prašičev, kot so mangalica, Cornwall, Berkshire, Large White, Duroc, Hampshire in Pietrain ter njihovi križanci. Živali za zakol morajo biti kastrirani plemenski prašiči, starejši od enega leta in težki najmanj 150 kg, ne pa tudi odrasli samci kastriranih prašičev.
Zunanja podoba budimpeštanske zimske salame je prekajen, sušen, suhomesnati izdelek, narejen iz svinjine z granulacijo 4 mm in slanine z granulacijo 2 mm, enakomerno pomešane z začimbami, v konjskem črevesju ali umetnem ovoju iz valjaste oblike in napolnjene s sivo belo površino. Najmanj 40 mm, največ 85 mm v premeru, različnih dolžin.
Dimljeno do 16°C s trdim lesom 12-20 dni. Prekajene salame gredo nato v sušilnico, kjer se na površini salame odloži naravna mikroflora, starter kulture se ne uporablja. pH vrednost budimpeštanske zimske salame je več kot 5, zato jo lahko sušimo le počasi. V obdobju sušenja zorenja se pretok zraka prilagodi tako, da difuzijska moč (razlika med relativno in ravnotežno vlago) ne presega 4–5 %. To zahteva kombinacijo zunanjega zraka iz okolice (na prostem) in gibanja zraka. Sušenje zorenja traja dva do tri mesece, od polnjenja do zorenja salame najmanj 90 dni.
- Nekatere pasme prašičev, ki se uporabljajo za zimsko salamo
- Cornwallski prašič
- Yorkshirski prašič
- Mangalica
- Duroc prašič
- Pietrain pujski